# And I Love Her
And I Love Her (englisch für: Und ich liebe sie) ist ein Lied der britischen Band The Beatles, das 1964 auf dem Album A Hard Day’s Night veröffentlicht wurde und auch im gleichnamigen Spielfilm zu sehen war. Geschrieben wurde es im Wesentlichen von Paul McCartney und unter dem Copyright Lennon/McCartney veröffentlicht.

## Hintergrund
McCartney schrieb das in fis-Moll beginnende Lied And I Love Her im Haus der Eltern seiner damaligen Freundin Jane Asher in der Londoner Wimpole Street 57 im Stadtteil Marylebone. Laut Paul McCartney war Jane Asher die Inspirationsquelle für das Lied, nachdem McCartney und sie in einem Theater nach dem Ende der Vorstellung von Paparazzi fotografiert wurden. John Lennon behauptete 1980, den Mittelteil des Liedes geschrieben zu haben, was McCartney abstritt. Der Verleger der Beatles Dick James berichtete dagegen, dass der Mittelteil erst während der Aufnahmesession im Studio innerhalb einer halben Stunde komponiert wurde, nachdem er und der Produzent George Martin die Band darum gebeten hatten. Bei der Aufnahmesession, zu der McCartney seine Komposition mitbrachte, hörte sich der klassisch ausgebildete Martin den Song an, schlug eine Einleitung vor und der Gitarrist George Harrison erfand daraufhin das eingängige Eröffnungsriff. Die Idee zum Tonartwechsel beim Soloteil von fis-Moll nach g-Moll stammte von Martin.
And I Love Her war eines der Lieder im ersten Beatles-Film A Hard Day's Night. Die Gruppe spielte es während des Studioauftritts, der am 31. März 1964 im Scala Theatre in London gedreht wurde.

## Aufnahme
Die Aufnahmen zu And I Love Her fanden Ende Februar 1964 in den Londoner Abbey Road Studios statt. Produzent war George Martin, dem Norman Smith assistierte. Die Beatles nahmen drei Anläufe, um das passende Arrangement für das Lied zu finden. Der erste Aufnahmeversuch am 25. Februar 1964 produzierte zwei Takes des Liedes, die nicht den Vorstellungen der Beatles entsprachen. Daher nahmen sie And I Love Her am folgenden Tag mit 16 Takes komplett neu auf, waren allerdings noch immer nicht mit dem Resultat zufrieden. Letztlich reduzierte die Band das Arrangement deutlich und spielte das Lied ausschließlich auf akustischen Instrumenten (akustische Gitarren, Congas und Klanghölzer). In dieser Instrumentierung wurde die endgültige Fassung des Liedes am 27. Februar 1964 in zwei Takes aufgenommen.
Besetzung
- John Lennon: Akustikgitarre
- Paul McCartney: Bass, Gesang
- George Harrison: Akustikgitarre
- Ringo Starr: Bongos, Claves

Von dem Lied existieren ungewöhnlich viele Abmischungen. So unterscheiden sich die Fassungen für den Film und die Monoabmischung für die britische Albumversion dahingehend, dass McCartneys Gesang auf der britischen Albumversion gedoppelt wurde. Die Filmversion dagegen ist auf der US-Version des Albums enthalten. Auf der Stereoversion von And I Love Her ist der Gesang ebenfalls gedoppelt. Die Stereofassung des deutschen Albums Something New wurde künstlich verlängert, indem eine Passage am Ende des Liedes sechs- anstatt viermal wiederholt wurde.
Die Abmischungen des Liedes erfolgten am 3. März 1964 in Mono für die USA und eine weitere Monoabmischung für die Großbritannien erfolgte am 22. Juni. Am 22. Juni 1964 erfolgte die Stereoabmischung.

## Veröffentlichungen
- In den USA wurde And I Love Her auf dem dortigen vierten Album A Hard Day’s Night am 26. Juni 1964 sowie am 20. Juli 1964 auf dem Album Something New veröffentlicht, jeweils mit nicht gedoppelten Gesang. Die deutsche Version des Albums, erschienen am 10. September 1964, enthält eine etwas längere Version von And I Love Her, die auch am 24. März 1980 auf dem US-amerikanischen Album The Beatles Rarities wiederveröffentlicht wurde.
- Am 9. Juli 1964 erschien in Deutschland das vierte Beatles-Album A Hard Day’s Night, hier hatte es den Titel: Yeah! Yeah! Yeah! A Hard Day’s Night, auf dem And I Love Her enthalten ist. In Großbritannien wurde das Album am 10. Juli 1964 veröffentlicht, dort war es das dritte Beatles-Album.
- Am 20. Juli 1964 wurde das Lied in den USA als Single mit der B-Seite If I Fell ausgekoppelt und erreichte Platz 12 der Billboard Hot 100. Eine am 4. August 1964 in Deutschland veröffentlichte Single mit I Should Have Known Better auf der B-Seite erreichte Platz 6 der deutschen Single-Charts, wobei offiziell sich die B-Seite platziert hat.
- In Deutschland erschien im Oktober 1964 die EP The Beatles’ Voice, auf der sich And I Love Her befindet.
- In Großbritannien erschien am 4. November 1964 die EP Extracts from the Film A Hard Day’s Night, auf der sich ebenfalls And I Love Her befindet.
- In den kommenden Jahren wurde And I Love Her für folgende Kompilationsalben der Beatles verwendet: 1962–1966 (1973), Love Songs (1977) und The Beatles Ballads (1980).
- Eine Frühfassung des Liedes, Aufnahme-Take 2, vom 25. Februar 1964 erschien am 20. November 1995 im Rahmen der Anthology-Reihe auf dem Album Anthology 1.
- Für BBC Radio nahmen die Beatles unter Livebedingungen eine weitere Fassung von And I Love Her auf, von denen die Aufnahme vom 14. Juli 1964, im Studio S2, Broadcasting House (London), in der Sendung Top Gear, auf dem Album On Air – Live at the BBC Volume 2 am 8. November 2013 erschien.[6]
- Am 10. November 2023 wurde das Kompilationsalbum 1962–1966 erneut wiederveröffentlicht. Auf diesem befindet sich And I Love Her in einer von Giles Martin und Sam Okell 2023 neu abgemischten Version.

## Coverversionen
Das Lied wird seit seiner Veröffentlichung regelmäßig gecovert – in sehr verschiedenen Stilen und auch in anderen Sprachen. In der weiblichen Version And I Love Him war das Lied 1965 ein Hit in den USA für Esther Phillips. Die Fassung der Vibrations war eine ihrer letzten Platzierungen in den R&B-Charts. Zu den weiteren Interpreten, die das Lied interpretierten, gehören Kurt Cobain, Pat Metheny, John Farnham, The Wailers, Julie London, Bobby Womack, Sarah Vaughan, The King’s Singers, Julio Iglesias, Smokey Robinson & the Miracles, Diana Krall, Neil Diamond, Cliff Richard, Mary Roos, Barry Manilow und Richard Marx.

## Auszeichnungen für Musikverkäufe
| Land/Region                  | Auszeichnungen für Musikverkäufe (Land/Region, Auszeichnung, Verkäufe) | Verkäufe |
| ---------------------------- | ---------------------------------------------------------------------- | -------- |
| Vereinigtes Königreich (BPI) | Silber                                                                 | 200.000  |
| Insgesamt                    | 1× Silber ·                                                            | 200.000  |